# Alicia Barrié
Sara Ramona Alicia Masriera del Campillo, más conocida como Alicia Barrié (Chile, 7 de octubre de 1915-Longwood, Florida, Estados Unidos; 28 de septiembre de 2002) fue una actriz chilena que realizó su carrera como actriz en Argentina.

## Carrera
Se trasladó con su familia a Buenos Aires, donde inició su carrera como vedette y en espectáculos revisteriles en el teatro Maipo. Inició su carrera cinematográfica en Dancing (1933), de Luis José Moglia Barth, y protagonizó el clásico El conventillo de la Paloma (1936), célebre y testimonial obra del dramaturgo Alberto Vaccarezza —una de las obras literarias que además de ser llevada al cine fue representada en teatro en múltiples oportunidades—. Ese mismo año formó parte del elenco de otros dos filmes históricos de aquella época: La muchacha de a bordo, basada en una obra de Romero, y Radio Bar. Realizó su carrera en las décadas de 1930 y 1940, cuando compuso personajes dramáticos y de comedia. Fue una de las actrices preferidas del prestigioso director Manuel Romero, con quien filmó títulos especialmente cómicos acompañando a Niní Marshall, Mecha Ortiz, Pepita Serrador y Sabina Olmos. De ojos expresivos, fue una de las actrices de reparto infaltables en elencos de películas que integraron la reconocida Época de oro del cine argentino.
Compuso a Maruja Fuentes en La vuelta de Rocha, a Lucila Cáceres en Ven... mi corazón te llama y a Malena Torres en El fabricante de estrellas. Bajo el sello Lumiton, y con Romero, participó en la comedia Mujeres que trabajan (1938), donde la protagonista cometía errores todo el tiempo. Gracias al éxito de las cintas Luna de miel en Río y Yo quiero ser bataclana, adquirió mucha popularidad a principio de los años 1940.
Participó en 29 películas, donde se destacan El pobre Pérez, Muchachas que estudian, El fabricante de estrellas, No salgas esta noche, El espejo, Los dos rivales, Un marido ideal, Miguitas en la cama y Fascinación, película rodada en 1949 que marcó el fin de la labor de Alicia Barrié en la pantalla local.
A fines de la década de 1940, se casó con un estadounidense y viajaron a México, donde filmó Yo fui una usurpadora; luego se radicaron en Estados Unidos. Allí apareció en varios programas televisivos de Miami. Tiempo después de su retiro, su vida se convirtió en un misterio para el público.
Falleció a los 86 años en Florida el 28 de septiembre de 2002. Su madre Sara Barrié y su hermana Elsa del Campillo también fueron actrices.

## Filmografía
Actuó como intérprete en las siguientes películas:
- Miguitas en la cama  (1949)
- Fascinación  (1949)
- Un marido ideal  (1947)
- Yo fui una usurpadora  (1946)  (México)
- No salgas esta noche  (1946)
- Mi novia es un fantasma  (1944)
- Los dos rivales  (1944)
- El espejo (1943)
- Dieciséis años (1943)[10]
- El fabricante de estrellas (1943)
- Pasión imposible (1943)
- Ven... mi corazón te llama (1942)
- Tú eres la paz (1942)
- Una novia en apuros (1941)
- Embrujo (1941)
- Yo quiero ser bataclana (1941)
- Luna de miel en Río (1940)
- Mi fortuna por un nieto (1940)
- Los muchachos se divierten (1940)
- La mujer y el jockey (1939)
- Muchachas que estudian (1939)
- Mujeres que trabajan (1938)[11]
- Papá Chirola (1937)
- La vuelta de Rocha (1937)
- El pobre Pérez (1937)
- El conventillo de la Paloma (1936)
- Radio Bar (1936)
- La muchachada de a bordo (1936)
- Dancing (1933)

## Teatro
- 1951: Así es la vida, estrenada en el Teatro Presidente Alvear, con la compañía encabezada por Luis Arata.